# Битка при Суесула
Битката при Суесула (на латински: Suessula) се състои през 341 пр.н.е. между Римската република и народите на самнитите в Самниум (днес Кампания) по време на Първата самнитска война.
Римляните с командир Марк Валерий Корв са победени от самнитите до град Суесула, близо до Капуа в Кампания.